# La Rochelle Business School
A La Rochelle Business School é uma escola de comércio europeia com campus em La Rochelle. Fundada em 1988.

## Descrição
A La Rochelle BS possui tripla acreditação; AMBA, EQUIS e AACSB. A escola possui cerca de 17.500 ex-alunos.

## Programas
A La Rochelle BS possui mestrado em Administração e várias outras áreas, tais como Marketing, Finanças, Mídia e Recursos Humanos. Finalmente, a La Rochelle BS também possui programa de doutorado (PhD).

## Rankings
Em 2019, seu mestrado em Administração foi considerado 66e do mundo pela Financial Times.